# Polyrhaphis angustata
Polyrhaphis angustata là một loài bọ cánh cứng trong họ Cerambycidae.